# Solarolo Rainerio
Solarolo Rainerio – miejscowość i gmina we Włoszech, w regionie Lombardia, w prowincji Cremona.
Według danych na rok 2004 gminę zamieszkiwało 989 osób, 89,9 os./km².